# Неврология
Неврологията (от гръцки: νεῦρον, неврон – „нерв“ и λογία, логия – „наука“) е клон на медицината, който изучава нервната система и разстройствата, които я засягат. Неврологията се занимава с диагностиката и лечението на всички категории заболявания, отнасящи се до централната, периферната и вегетативната нервна система, включително тяхната обвивка, кръвоносни съдове и всяка подлежаща на нервен стимул тъкан, като например мускулите. Медицинските специалисти в неврологията се наричат невролози. Неврологът е лекар, специализирал неврология, който изследва, диагностицира и провежда лечение на неврологичните разстройства, невролозите също така могат да участват в клинични изследвания, клинични изпитвания, както и основни или трансплатационни изследвания. Макар неврологията да не е хирургична специалност, съответстващата ѝ хирургична такава, при която се извършват хирургичните операции на нервната система се нарича неврохирургия и съответно неврохирурзи са специализиралите в тази област хирурзи.
Неврологичните разстройства поразяват централната нервна система, периферната нервна система или автономната нервна система. Също така могат да предизвикат проблеми с кръвоносните съдове и с мускулите. Разстройствата могат да бъдат свързани с употреба на наркотици, алкохол, дори и умора.
Невролозите са тренирани в диагностицирането и лечението на нервните смущения у пациентите. Педиатричните невролози лекуват неврологичните проблеми при деца.